# Surekha Sikri
Surekha Sikri, née le 19 avril 1945 à New Delhi et morte le 16 juillet 2021 à Bombay, est une actrice du théâtre, de la télévision et du cinéma indien. Avec sa longue expérience du théâtre hindi, elle fait ses débuts au cinéma, en 1978 dans le film dramatique politique Kissa Kursi Ka (en) et a ensuite joué des rôles secondaires dans de nombreux films hindi et malayalam, ainsi que dans des feuilletons indiens. Sikri a reçu plusieurs prix, dont trois National Film Awards et un Filmfare Award.
Surekha Sikri remporte à trois reprises le National Film Award de la meilleure actrice dans un second rôle, pour ses rôles dans Tamas (en) (1987), Mammo (en) (1994) et Badhaai Ho (en) (2018). Elle a été récompensée de l'Indian Telly Award de la meilleure actrice dans un rôle négatif (en), en 2008, pour son travail dans la série télévisée Balika Vadhu (en) et elle remporte pour la même série l'Indian Telly Award de la meilleure actrice dans un second rôle (en), en 2011. En outre, elle a remporté le prix Sangeet Natak Akademi, en 1989, pour sa contribution au théâtre hindi. Son dernier film Badhaai Ho (en) (2018) lui vaut une immense reconnaissance et appréciation de la part des spectateurs et des critiques. Elle remporte trois prix : le National Film Award de la meilleure actrice dans un second rôle, le Filmfare Award de la meilleure actrice dans un second rôle et le Screen Award de la meilleure actrice dans un second rôle (en) pour sa performance dans le film.

## Biographie
Surekha Sikri est originaire de l'Uttar Pradesh et elle a passé son enfance à Almora et Nainital. Son père était dans l'armée de l'air et sa mère était enseignante. Au début de sa carrière, elle fréquente l'université musulmane d'Aligarh, à Aligarh. Plus tard, elle est diplômée de la National School of Drama (en) (NSD) en 1971 et travaille avec la NSD Repertory Company pendant plus de dix ans avant de s'installer à Bombay. Surekha Sikri a reçu le prix Sangeet Natak Akademi, en 1989.
Elle est mariée à Hemant Rege et a un fils, Rahul Sikri, qui vit à Bombay et travaille comme artiste. Son mari, Hemant Rege, meurt d'un arrêt cardiaque le 20 octobre 2009. Le célèbre acteur Naseeruddin Shah est son ancien beau-frère, car il s'est marié en premier lieu avec sa demi-sœur Manara Sikri, également connue sous le nom de Parveen Murad. Elle est la tante maternelle de leur fille Heeba Shah. Heeba a joué le rôle de la version plus jeune du personnage de sa tante, Dadisa, dans la série télévisée Balika Vadhu (en).
Surekha Sikri est décédée le 16 juillet 2021 à l'âge de 76 ans d'un arrêt cardiaque à Bombay. Elle souffrait des complications de deux attaques cérébrales antérieures,.

## Filmographie

### Cinéma
- Kissa Kursi Ka (en) (1977) - Meera
- Anaadi Anant (1986)
- Tamas (en) (1986)
- Salim Langde Pe Mat Ro (en) (1989) - Ameena
- Parinati (en) (1989) - Femme de Ganesh.
- Nazar (1990) - Bua
- Karamati Coat (1993) - Vieille femme
- Little Buddha (1993) - Sonali
- Mammo (en) (1994) - Fayyazi
- Naseem (en) (1995)
- Sardari Begum (en) (1996) - Idbal Bai
- Janmadinam (1998) - Amma (Mère de Sarasu)
- Sarfarosh (1999) - Mère du sultan
- Dillagi (1999) - Kiran
- Cotton Mary (1999) - Gwen
- Hari-Bhari (en) (2000) - Hasina
- Zubeidaa (2001) - Fayyazi
- Deham (en) (2001) - Mère d'Om
- Kali Salwar (en) (2002) - Anwari
- Mr. and Mrs. Iyer (2003) - Najma Khan
- Raghu Romeo (en) (2003) - Mère
- Raincoat (2004) - Mère de Manoj
- Tumsa Nahin Dekha (en) (2004) - Grand-mère de Daksh
- Jo Bole So Nihaal (en) (2005) - Mme Balwant Singh (mère de Nihaal)
- Humko Deewana Kar Gaye (en) (2006)
- Sniff (en) (2017) - Bebe
- Badhaai Ho (en) (2018) - Durga Devi Kaushik
- Sheer Qorma (en) (2020)
- Ghost Stories (en) (2020)

### Télévision
- Ek Tha Raja Ek Thi Rani (en) : grand-mère de Ranaji (Badi Rani Ma) (2015–2017)
- Pardes Mein Hai Mera Dil (en) : Indumati Lala Mehra (Dadi) (2016-2017)
- Balika Vadhu (en) : Kalyani Devi Dharamveer Singh/Dadisa (2008-2016)
- Maa Exchange (en)
- Maha Kumbh: Ek Rahasaya, Ek Kahani (en) : Grand-mère de Rudra (2014–2015)
- Saat Phere - Saloni Ka Safar (en) : Bhabo (2006-2009)
- Banegi Apni Baat (en)
- Kesar (en) : Saroj
- Kkehna Hai Kuch Mujhko (en)
- Saher
- Godan'
- C.I.D. (en) : Maithali (épisode 1, 2007)
- Samay
- Aahat (en)
- Mano Ya Na Mano (en)
- Just Mohabbat (en) : Mme Pandit (1996-2000)
- Kabhie Kabhie (en) : Lakshmi Pathak
- Sanjha Chula (1990)
- Godan basé sur le roman de Munshi Premchand : Doordarshan.